# Dacrydium cornwallianum
Dacrydium cornwallianum är en barrträdart som beskrevs av De Laub.. Dacrydium cornwallianum ingår i släktet Dacrydium, och familjen Podocarpaceae. Inga underarter finns listade i Catalogue of Life.